# 뿌리와 가지 청원
뿌리와 가지 청원(Root and Branch Petition)은 1640년 12월 11일에 장기의회에 제출된 청원이다. 이 청원은 15,000명의 런던 사람들에 의해 서명되었으며 1,500명의 군중과 함께 잉글랜드의 의회에 제출되었다. 이 청원의 내용은 주교제를 폐지하되 뿌리 뿐만 아니라 가지들까지 모두 없애자는 내용이다.
하원에서는 통과하기를 꺼려하여 1641년 2월로 연기하였다. 긴 회의 끝에 1641년 8월에 그 법안은 기각되었다. 하지만 그 정신은 1646년 11월에 관련 법령을 통과시킴으로 달성되었다.